# Tasmanicosa salmo
Tasmanicosa salmo Framenau & Baehr, 2016 è un ragno appartenente alla famiglia Lycosidae.

## Etimologia
Il nome proprio si riferisce al genere di pesci Salmo Linneo, 1758, che comprende salmoni e trote. La località di rinvenimento degli esemplari Salmon Gums, cittadina dell'Australia occidentale, prende il nome da una specie di eucalipto predominante nella zona, Eucalyptus salmonophloia, che ha la corteccia color salmone.

## Caratteristiche
L'olotipo maschile ha una lunghezza totale di 15,6mm: il cefalotorace è lungo 8,9mm, e largo 6,4mm.
Non sono noti esemplari femminili al 2021.

## Distribuzione
Sia l'olotipo che i paratipi maschili sono stati reperiti in Australia occidentale, nei pressi della cittadina di Salmon Gums . 

## Tassonomia
La specie con cui ha più affinità è la T. kochorum per la forma dei pedipalpi.
Al 2021 non sono note sottospecie e dal 2016 non sono stati esaminati nuovi esemplari.